# Відділ боротьби з розкраданням соціалістичної власності
Відділ боротьби з розкраданням соціалістичної власності (ВБРСВ) рос. ОБХСС МВД — часто зустрічається російською мовою як абревіатура ОБХСС (рос. Отдел по борьбе с хищениями социалистической собственности).
Заснований 16 березня 1937 наказом Народного комісаріату внутрішніх справ СРСР № 0018 у складі Головного управління міліції НКВС СРСР — рос. ОБХСС ГУМ НКВД СССР
Після заснування незалежної Української держави перетворено на Службу захисту економіки від злочинних посягань Міністерства внутрішніх справ України, потім на Державну службу боротьби з економічною злочинністю
Згідно з наказом МВС України від 2.09. 1991 р. № 378, у зв'язку із деякими змінами форм власності, зародження ринкових відносин назву служби боротьби з розкраданням соціалістичної власності було замінено на службу захисту економіки від злочинних посягань (ЗЕЗП).
Для запобігання зростанню злочинів у економічній сфері 5 липня 1993 року Кабінет Міністрів затвердив Положення про Державну службу боротьби з економічною злочинністю (далі — ДСБЕЗ). Позитивним ефектом такого кроку стало зменшення кількості злочинів щодо власності, викоренене таке дике явище, як рекет. Проте важкі часи дикого капіталізму минають, а служба працює і досі.

## БХСС у народному фольклорі
Схильність радянської служби БХСС до вимагання, корупції та рекету відображені у російських народних частівках:
|  | Под красным околышем красные лица, Это идет похмелиться милиция. Впереди конечно МУР, вечно пьян и вечно хмур. А потом БХСС, сладко спит и сладко ест. А потом идет ГАИ, вечно пьёт не на свои... |

## Виноски
1. ↑  Структура держорганів на сайті Київського національного університету внутрішніх справ. Архів оригіналу за 9 червня 2009. Процитовано 8 вересня 2009.
2. ↑  Хронологія історії МВС СРСР(рос.)
3. ↑  Постанова Каб.міну України від 5 липня 1993 р. N 510. Архів оригіналу за 23 січня 2022. Процитовано 8 вересня 2009.
4. ↑  МУР - абревіатура від рос. Московский Уголовний Розыск (Головне Управління Карного Розшуку міста Москви) - Найбільш оперативна та просунута частина радянської кримінальної поліції, ославлена в багатьох кримінальних романах, кінофільмах та пропаганді радянської доби
5. ↑  ОБХСС — Радянський попередник ВБРСВ
6. ↑  ГАИ — рос. Государственная  Автомобильная Инспекция — ДАИ СРСР
7. ↑  Форум працівників російської міліції-поліції